# Chrysopa corsica
Chrysopa corsica är en insektsart som beskrevs av Hagen 1864. Chrysopa corsica ingår i släktet Chrysopa och familjen guldögonsländor. Inga underarter finns listade i Catalogue of Life.